# 5573 Гілларідаунс
(5573) 1981 QX (1981 QX, 1989 KL, A913 CG) — астероїд головного поясу.
Тіссеранів параметр щодо Юпітера — 3,332.